# 6243 Yoder
A 6243 Yoder (ideiglenes jelöléssel 1990 OT3) a Naprendszer kisbolygóövében található aszteroida. Henry Holt fedezte fel 1990. július 27-én.